# NGC 83
NGC 83 (ook wel PGC 1371, UGC 206, MCG 4-2-5 of ZWG 479.8) is een elliptisch sterrenstelsel in het sterrenbeeld Andromeda.
NGC 83 werd op 17 augustus 1828 ontdekt door de Britse astronoom John Herschel.